# Ralf Bornemann
Ralf Bornemann (Göttingen, 3 de novembro de 1921 — Aschaffenburg, 5 de novembro de 1960) foi um oficial alemão que serviu durante a Segunda Guerra Mundial. Foi condecorado com a Cruz de Cavaleiro da Cruz de Ferro.

## Carreira

### Patentes
- Leutnant der Reserve

### Condecorações
| Cruz de Ferro 2ª Classe                                |
| Cruz de Ferro 1ª Classe                                |
| Cruz de Cavaleiro da Cruz de Ferro 17 de abril de 1945 |